# Brixia-Züst

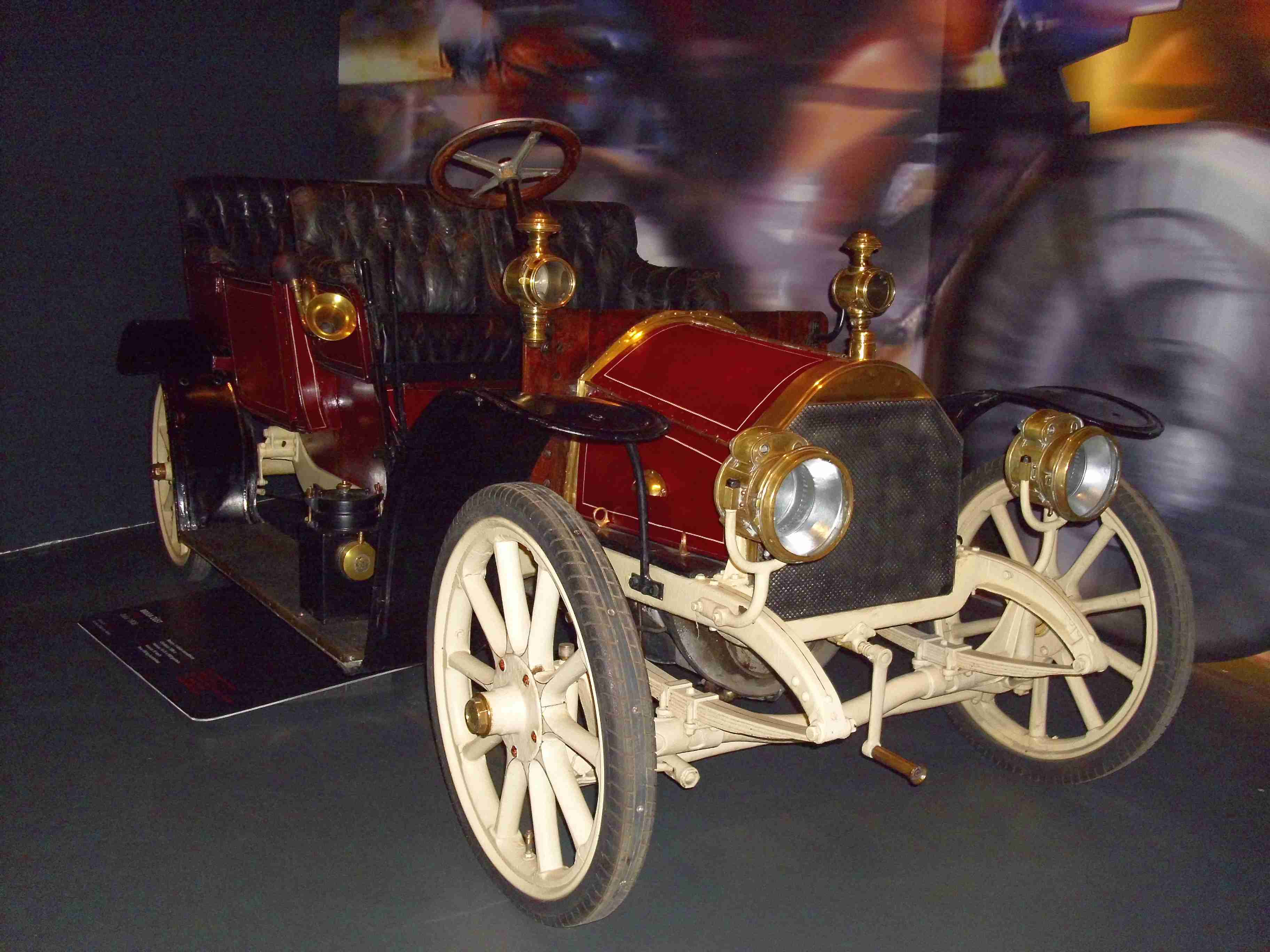
Een Brixia-Züst uit 1908

Brixia-Züst was een Italiaans automerk.
Brixia-Züst was een poging van Roberto Züst om goedkopere auto's te maken, nadat hij voornamelijk dure auto's produceerde als Züst. De auto's werden in Brescia gemaakt, wat een deel van de merknaam verklaart. Tussen 1909 en 1912 werden auto's gemaakt onder deze naam.
Na 1912 werd de fabriek van Züst in Milaan gesloten en produceerde men de Züst in Brescia. Later werd Züst door OM overgenomen.